# Encélado (mitología)

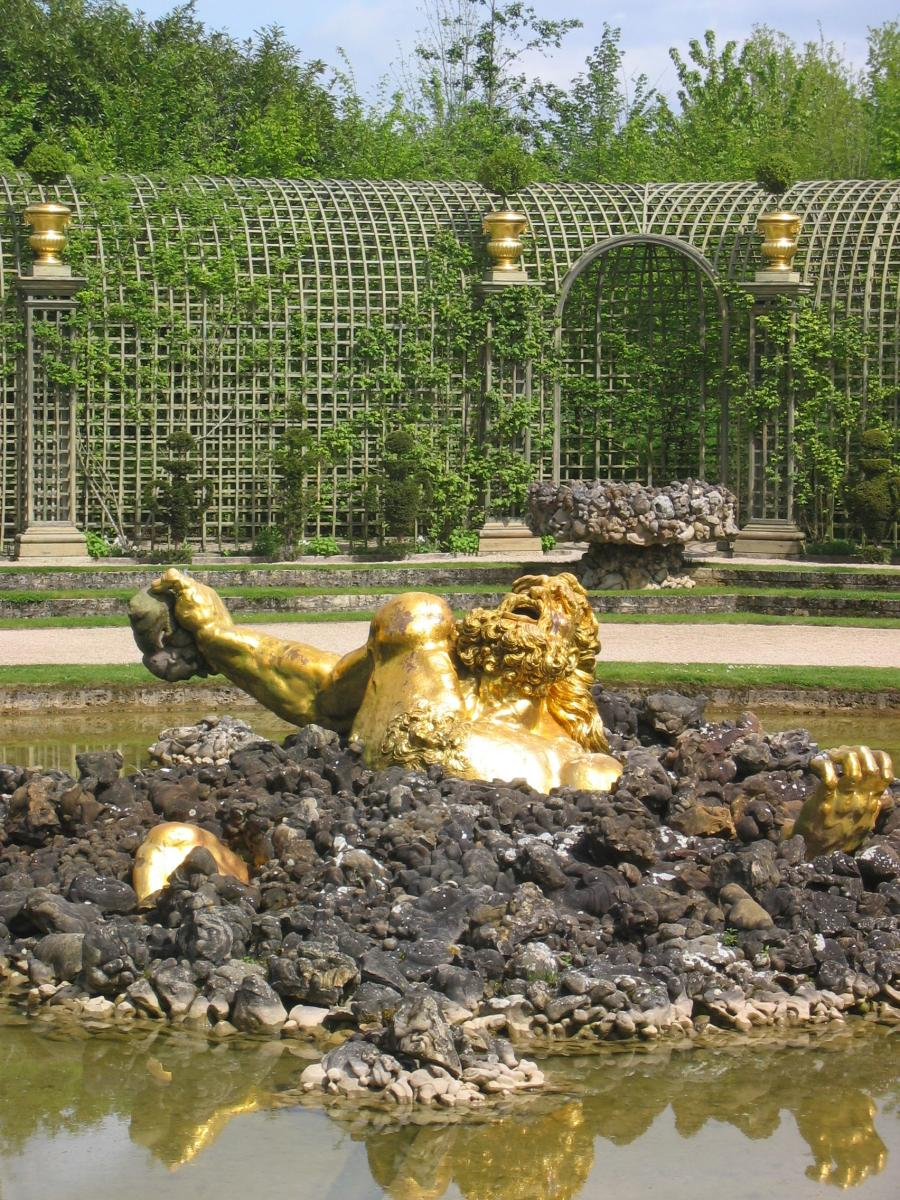
Encélado en los Jardines de Versalles.

En la mitología griega, Encélado (en griego Ἐγκέλαδος, Enkélados) era uno de los gigantes cuyo nacimiento fue producto de que la sangre de Urano se vertió sobre Gea cuando fue castrado por Crono. Otra versión afirma que nació de Gea y el Tártaro.
En el episodio mítico conocido como la Gigantomaquia, en la que los gigantes lucharon contra los dioses olímpicos, cogió una isla y amenazó a Zeus con derribar su morada, pero los rayos de Zeus cayeron sobre él y luego fue definitivamente derrotado por Atenea. Diferentes versiones cuentan que ella se lanzó contra él montada en su carro o que lo aplastó lanzándole encima la isla de Sicilia, aunque otra versión lo sitúa sepultado bajo la isla de Inárime (Isquia). Se suponía que estaba debajo del volcán siciliano del Etna, cuyas llamas eran la respiración de Encélado, y sus erupciones se producían al restregar su lado herido en el interior del volcán.
Eurípides dice que Sileno se había jactado de matar a Encélado con su lanza.

## Otro personaje del mismo nombre
- Un hijo de Egipto y Argifia que fue asesinado por su esposa, la danaide Amimone, en su misma noche de bodas.[10]